# 共時的星叢
共時的星叢：[風車詩社]與跨界域藝術時代是一個以台灣日治時期文學團體風車詩社為核心，藉此反映臺灣1920-30年間重要的歷史文化發展脈絡，探討全球現代主義風潮對臺灣文藝思潮的影響，也呈現同時代日治時期臺灣美術發展的展覽，該展在2019年6月29日到9月15日於國立台灣美術館展出。

## 展覽由來
由2016年金馬獎最佳紀錄片黃亞歷作品《日曜日式散步者》發想延伸，策展人延續電影中多重元素的跨域創作概念，以二戰前的文學團體「風車詩社」為核心，精選展品畫作、雕塑、書籍，亦串連文字、聲音、檔案、文物、平面及動態影像等，進一步深化與延展20世紀初至1940年代，現代主義文藝在西方世界與東亞國家所捲起的浪潮。

## 評論
被評論為該展覽的意義是「重建台灣藝術史」，梳理20世紀初至1940年代現代主義文藝如何在西方世界與東亞國家掀起浪潮，也從中觀照台灣文藝工作者在殖民時期如何與之相互輝映。 且展覽延續著電影《日曜日式散步者》的表現手法，拒絕旁白、刻意取消導覽器機制與展件圖說，也沒有給予觀眾明確地觀看順序，這對美術館來說是一個創舉，對觀眾而言也極具挑戰，衝擊大家過去慣習的觀展體驗，意圖透過大量不加註解的複製性圖像、影像與創作物件，讓觀者在往返走看間自行連結出意義。日本明治大學名譽教授巖谷國士表示「這如同展覽題目中的「星叢」（星座），美術館中為數眾多的展品就像是散佈在天上的星星，觀眾可以任意連結其中的展品，組合成自己的星座」。